# 바디우차오
바디우차오(중국어 간체자: 巴丢草, 정체자: 巴丟草, 병음: Bādiūcǎo)는 오스트레일리아에 거주하는 오스트레일리아의 정치 만화가, 예술가, 인권 운동가이다. 그는 중국에서 가장 다작하고 잘 알려진 정치 만화가 중 한 명으로 평가받는다. 그는 신분을 보호하기 위해 필명을 사용한다.

## 생애

### 초년기
바디우차오는 1986년 상하이 도시에서 태어나고 자랐다. 그의 친할아버지는 공산주의자들이 정권을 잡은 후 박해를 받았고, 반우파 운동 기간 동안 칭하이성의 라오가이 농장으로 보내져 굶어 죽은 선구적인 영화 제작자였다. 몇 년 후, 그의 할머니가 섣달그믐에 가난으로 돌아가시면서 그의 아버지는 고아가 되었다. 그의 아버지는 이웃의 도움으로 자랐고 대학 교육을 위해 노력했지만, 가족 관계 때문에 입학이 거부되었다.

### 교육
바디우차오는 중국에서 정식 미술 교육을 받지 못했다. 그는 동중국 정법대학교에서 법학을 공부했다. 그와 그의 기숙사 친구들은 저작권 침해된 타이완 드라마에 숨겨져 있던 다큐멘터리 《천안문》을 우연히 보게 되었다. 중국에 환멸을 느낀 그는 2009년 호주로 유학을 떠났고, 이후 시민권을 취득했다. 그는 오랫동안 유치원 교사로 일했다.

### 경력
바디우차오의 첫 번째 정치 만화는 2011년에 출판되었으며 2011년 원저우 철도 추돌 탈선 사고를 주제로 했다.
그의 작품은 BBC, CNN, 차이나 디지털 타임스, 홍콩 프리 프레스에 게재되었으며, 국제앰네스티와 프리덤 하우스에서도 사용되었다.
바디우차오의 작품은 또한 미국, 호주, 이탈리아, 체코 및 폴란드에서 전시되었다.
2013년 인터뷰에 따르면, 바디우차오는 당시 다른 중국 정치 만화가 세 명인 허셰 팜, 왕리밍 및 광뱌오를 존경했다.

### 익명성 포기
2019년 6월까지 바디우차오는 가능한 한 익명성을 유지하기 위해 공개 행사에서 마스크를 착용했다.
바디우차오에 따르면, 중국 정권은 한 동료 반체제 인사가 X에 자신이 중국 예술가이자 반체제 인사인 아이웨이웨이의 조수로 일했다고 게시한 후 그를 식별했을 수 있다고 한다.
2019년 6월, 바디우차오는 "중국의 교활한 반체제 인사"라는 제목의 다큐멘터리에서 자신의 얼굴을 공개했으며, (나이, 학위, 졸업 대학 등) 자신의 삶에 대한 개인적인 정보도 공개했다. 중국 당국이 그를 식별한 후 그의 친척들이 위협을 받았고, 그는 더 이상 익명으로 남을 이유가 없었기 때문이다. 바디우차오가 프랑스 통신사에 보고했듯이, 익명성이 끝나자 그의 친척들에 대한 괴롭힘은 이제 공개적으로 폭로될 수 있었다.

## 스타일 및 접근 방식
바디우차오는 풍자와 대중문화 참조를 사용하여 자신의 메시지를 전달한다. 그는 종종 공산당 선전의 전형적인 이미지를 조작하여 파괴적인 정치적 주장을 한다.
그는 중국 정부 당국이 인권 운동에 대한 자신들의 억압이 국제 언론의 주목을 끄는 것에 대해 매우 우려하고 있다고 주장한다.
2016년 초 인터뷰에서 그는 "만화와 초상화는 통일된 시각적 상징을 만들 수 있으며, 이는 메시지를 확산하고 지속적인 관심을 끌어 대중 여론의 압력을 형성하는 데 도움이 될 수 있다. 아마도 이러한 압력은 수감된 사람들의 상황을 개선하고 박해받는 가족 구성원들에게 위로를 줄 수 있을 것이다"라고 말했다.

## 행동주의
바디우차오는 매우 활동적이며 본토 중국, 타이완 및 중국인 디아스포라와 관련된 주요 뉴스 및 사건에 신속하게 반응한다. 그는 또한 이란과 같은 다른 권위주의 국가와 관련된 뉴스 및 사건에도 신속하게 반응한다.
중국 인민해방군과 연계된 캐시 첸이 중국 트위터의 책임자로 임명되자 바디우차오는 중국 국기의 특징인 노란색 별에 박혀 있는 트위터 로고인 새를 그렸다.
바디우차오는 다른 예술가와 반체제 인사들을 지지했다. 2013년, 학교 교장과 지역 관리에게 여섯 명의 학생이 성폭행당한 사건에 대응하여 중산 대학의 아이샤오밍은 트위터에 상의를 탈의하고 가위를 들고 가슴 위에 "나와 방을 잡아라, 예하이옌을 풀어줘"라고 쓴 사진을 게시하며 강력한 정치적 메시지를 전달했다. 이에 대한 반응으로, 바디우차오는 그녀가 큰 가위가 되고, 젖꼭지에서 총신이 튀어나오는 만화를 게시했다.
2016년 초, 그는 시드니 대학교의 전직 수석 강사였던 우웨이를 지지하는 일련의 작품을 만들었다. 그는 중국 본토 출신 학생들을 '돼지'라고 지칭한 사건으로 인해 사임했다. 우웨이는 일반적으로 사용되는 'zhu (猪)' 대신 'tun (豚)'이라는 글자를 사용했다. 온라인 반체제 인사들은 'tun'을 중국공산당 관리의 2세대 자녀인 '관얼다이'를 지칭하는 속어로 사용하고 있다.
2016년 5월, 새로 선출된 타이완 총통인 차이잉원은 중국 중국 인민해방군 학자인 왕웨이싱에 의해 그녀의 결혼 상태에 대한 공격을 받았다. 바디우차오는 차이 총통의 결혼 상태를 현 중국공산당 총서기인 시진핑의 그것과 비교하는 만화로 공격의 아이러니를 강조했다.
시진핑이 국영 언론을 순회한 후, 바디우차오는 시진핑 총서기가 원숭이와 뱀 무리에게 환영받는 모습을 그렸다. 이는 언론이 '당의 대변인' 역할을 하는 것을 암시한다. 만다린어로 대변인(喉舌)은 '목과 혀'를 의미하며, 원숭이 뱀(猴蛇)과 동음이의어이다.
2018년, 바디우차오에 대한 미술 전시회가 홍콩에서 열릴 예정이었다. 그러나 중국 당국의 예술가에 대한 위협으로 인해 나중에 "안전 문제"로 전시회가 취소되었다. 2019년, 멜버른의 빅토리아 국립미술관에서 홍콩 음악가이자 운동가인 데니즈 호와 함께 활동주의에 대한 예술가 토크가 계획되었으나, 미술관은 "보안상의 이유"로 이를 거부했다. 천안문 학살 기념일인 2019년 6월, 바디우차오에 대한 다큐멘터리가 호주 텔레비전에서 방영되었다.
바디우차오는 중국의 인권 기록을 비판하고 2022년 동계 올림픽 보이콧을 촉구하는 "시위 NFT 컬렉션"을 만들었으며, 이는 예술을 위한 그레이 에어리어 재단과 인권 재단 간의 파트너십인 예술 시위 레지던시를 통해 제작되었다. 성명에서 바디우차오는 이 시리즈가 "중국 정부의 티베트인 억압, 위구르족 학살, 홍콩 민주주의 해체, 정권의 만연한 감시 시스템, 그리고 코로나19 팬데믹을 둘러싼 투명성 부족"을 묘사한다고 말했다. 이 시리즈는 중국 군복을 입은 운동선수들이 티베트 승려를 태클하고, 홍콩 국기 위에서 스케이트를 타고, 감시 카메라 위에 서서 바이러스를 미끄러뜨리고, 눈가리개한 위구르인에게 소총을 겨누는 모습을 보여준다. 2021년 아트 바젤 마이애미 비치 기간 동안 플로리다 마이애미에서 다섯 점의 작품이 전시되었다.
2022년 2월 조지 워싱턴 대학교에 익명으로 게시된 포스터 사본들은 경찰에 신고되어 제거되었으며, 중국 학생 단체들은 이들이 "인종적 증오와 민족적 긴장을 선동한다"고 주장했다. 직후 GWU 총장 마크 라이튼은 성명을 발표하며 "충분히 이해한 결과, 나는 이 포스터들을 인종차별적이라고 보지 않는다. 이들은 정치적 성명이다. 대학의 조사는 진행 중이 아니며, 대학은 포스터를 게시한 학생들에게 어떠한 조치도 취하지 않을 것이다"라고 말했다. 예술에 대해 바디우차오는 악시오스에 "내 예술은 항상 중국공산당을 겨냥하며, 이 정권으로 인해 고통받는 중국인을 겨냥하지 않는다"라고 말했다.

## 정치적 박해 및 괴롭힘

### 온라인 괴롭힘
2016년, 바디우차오는 자신이 두 차례(2016년까지) "대규모"적이고 체계적인 온라인 공격의 표적이 되었으며, 이는 자신의 인물이나 작품에 대한 검색 결과를 오염시키려는 의도로 보인다고 밝혔다. 또한 그를 위협하려는 의도도 있었다.

### 가족 위협 및 홍콩 전시회 취소
2018년 11월까지 바디우차오는 홍콩에서 "홍콩, 중국 및 세계를 위한 블랙 코미디"라는 제목으로 첫 개인전을 준비하고 있었으나, 친척들이 중국 당국으로부터 위협을 받았다고 알려와 전시회를 취소해야 했다.

### 공공장소 추적
2019년 6월 다큐멘터리 "중국의 교활한 반체제 인사"가 공개된 후, 바디우차오는 네 명의 아시아 남성이 자신이 보통 집에 가는 버스에 올라타 그를 둘러싸고 앉았던 사건을 보고했다. 그는 자신이 살던 교외에 아시아인이 거의 없었기 때문에 이 사건이 그의 주의를 끌었다. 남자들 중 일부가 무선 이어폰을 착용하고 있는 것을 발견하고 그는 일찍 버스에서 내렸고, 바디우차오가 발걸음을 되돌아갔음에도 그 일행은 그를 뒤쫓았다. 그는 슈퍼마켓으로 들어갔고, 그 일행은 밖에서 그를 기다리다가 약 45분 후에 떠났다.

### 유럽에서 취소 시도

#### 이탈리아
2021년 11월부터 2022년 2월까지 바디우차오는 브레시아에서 "중국은 (가까이 있지) 않다" (China (non) é vicina)라는 전시회를 선보였다.
로마 주재 중국 대사관은 이 작품들이 "반중국적 거짓말로 가득하다"고 말하며, 브레시아 시 정부에 전시회를 개최하면 "중국과 이탈리아 간의 우호 관계를 위태롭게 할 것"이라고 경고했다.
그러나 브레시아 시장은 행사를 취소하지 않겠다는 입장을 재확인하며 "우리 중 누구도 [...] 이 전시회가 계속될지에 대해 조금도 의심하지 않았다"고 말했고, 박물관 관계자들은 "중국인이나 중국 문화와 문명을 모욕할 의도는 없으며" "표현의 자유를 지지한다"는 점을 분명히 했다.

#### 체코
2022년 바디우차오는 프라하의 DOX 현대미술센터에서 "중국에서 만든" (MADe IN CHINA)이라는 제목의 전시회를 선보였다.
이 전시회는 중국 정부의 위구르족 인권 침해, 코로나19 팬데믹 중 중국 검열 사례, 2019년 홍콩 탄압 및 러시아의 우크라이나 침공 중 중국 정권의 러시아에 대한 편애와 같은 주제를 다루었다.
개막 전날, DOX 센터는 체코 주재 중국 대사관으로부터 전시회 취소를 요청하는 메시지를 받았는데, 이는 양국 관계에 피해를 줄 수 있다고 했다. 이전에 중국 대사관은 체코 정부와 직접 전시회 취소를 시도했다.

#### 폴란드
2023년 6월, 바디우차오는 바르샤바의 우야즈도프스키성 미술관에서 "중국의 이야기를 잘 전해라"라는 전시회를 선보였다.
이 전시회는 70점의 작품으로 구성되었으며, 2019년 홍콩 시위와 1989년 천안문 사건과 같은 주제를 다루었다.
폴란드 문화부는 전시회 취소를 요청하는 편지를 받았다. 우야즈도프스키성 미술관은 이후 중국 대사관의 "고위 대표"가 사무실을 방문하여 취소를 요청했다고 발표했다. 이후 우야즈도프스키성 미술관 웹사이트는 중국에서 차단되었다.

### 신분 도용
2024년 6월 13일, 오스트레일리아 멜버른의 중국 반체제 인사 공동체는 행사를 개최했는데 바디우차오가 참석할 예정이었고, 참석자 중에는 2023년 10월에 허위 혐의로 3년 동안 수감되었다가 석방된 언론인이자 기자 청레이가 포함되어 있었다.
바디우차오와 비슷한 체형의 신원 미상의 남성이 행사장에 나타나 바디우차오인 척했고, 거의 밤새 마스크를 쓰고 이를 달성했다. 바디우차오가 익명성을 유지했을 때, 그는 행사에 마스크를 쓰고 나타나곤 했기 때문이다.
이 사칭범은 다른 중국 반체제 인사들, 특히 청레이와 대화를 나누는 데 성공했다.
이 사칭범이 중국 요원인지 식별되거나 확인될 수는 없었지만, 바디우차오가 행사에 참석할 수 없다는 것을 그가 알고 있었다는 사실은 그가 아마도 바디우차오를 추적하고 있었을 것이라는 추측으로 이어졌다.

## 수상 및 인정
- 2023년 워클리 최우수 삽화상.[60]
- 2020년 하벨상.[12][61]
- 2019년 국제 만화가 인권 네트워크의 "로버트 러셀 편집 만화 용기상".[62]
- 2014년 프리덤 하우스의 "억압과 자유의 이미지" 30위권 최종 후보.[11]

## 전시회

### 2023
- «중국의 이야기를 잘 전해라». 바르샤바, 폴란드의 우야즈도프스키성 미술관.[16]

### 2022
- «중국에서 만든». 프라하, 체코의 DOX 현대미술센터.[15]

### 2021
- «중국은 (가까이 있지) 않다». 이탈리아 브레시아의 산타 줄리아 박물관.[14]

### 2017
- «해외에서의 고향 생각». 호주 애들레이드의 프락시스 아트 스페이스.[11]

### 2016
- «신성한 개입». 호주 애들레이드의 넥서스 아트.[11]
- «광장의 살라». 호주 애들레이드의 살라.[11]

### 2015
- «파리아스테스: 진실의 최전선». 미국 마이애미의 알루나 아트 파운데이션.[11]
- «나는 웃으니 테러리스트가 아니다 (샤를리 에브도 때문에 할복한다)». 이탈리아 트리에스테.[11]

## 참고 문헌
- Beach, Sophie (2013년 12월 4일). “Ten Questions for Cartoonist Badiucao (巴丢草)”. 《차이나 디지털 타임스》 (Berkeley, California). 2019년 9월 12일에 확인함.
- Chow, Vivienne (2022년 5월 13일). “China Tried to Shut Down Dissident Artist Badiucao's Show in Prague. It Only Made Him More Famous”. 《Artnet》 (New York City, United States.). 2024년 12월 5일에 확인함.
- Editorial team (2023년 6월 11일). “La Cina tenta di nuovo di far cancellare una mostra di Badiucao, in Polonia. Senza riuscirci” [China Tries Again to Cancel Badiucao Exhibition in Poland. Fails]. 《Finestre sull'Arte》 (이탈리아어) (Italy: Danae Project Ltd.). ISSN 2612-6931. 2024년 12월 5일에 확인함.
- Griffiths, James (2019년 6월 5일). “'I'm not backing down this time': Chinese dissident artist Badiucao reveals his identity”. CNN. 2020년 12월 14일에 확인함.
- McCabe, Caitlin (2016년 2월 11일). “Watching Big Brother: Chinese Cartoonist Watches Back”. 《Cbldf.org》. Comic Book Legal Defense Fund. 2024년 12월 5일에 확인함.
- O'Neil, Patrick (2024년 11월 23일). “Watched, followed, threatened. Now an impostor is claiming to be me”. 《디 에이지》 (Melbourne, Australia). ISSN 0312-6307. 2024년 12월 5일에 확인함.
- Philipson, Alice (2019년 6월 3일). “Chinese cartoonist Badiucao unmasks after Beijing threats” (미국 영어). Yahoo! News. 프랑스 통신사. 2019년 6월 8일에 원본 문서에서 보존된 문서. 2019년 9월 12일에 확인함.
- RS/AW (2021년 11월 13일). “Italian city opens art show despite Beijing pressure”. Bonn, Germany: 도이체 벨레. 2024년 12월 5일에 확인함.